# Warren (Michigan)
Warren város az USA Michigan államában. Lakosainak száma 139 387 fő (2020. április 1.).

## Népesség
A település népességének változása:

| 2010 | 134 056 |
| 2020 | 139 387 |